# Stemma dell'Africa Orientale italiana

Lo stemma dell'Africa Italiana

Lo stemma dell'Africa Orientale Italiana è stato l'emblema utilizzato per designare l'Africa Orientale Italiana, parte integrante dell'Impero italiano.

## Descrizione

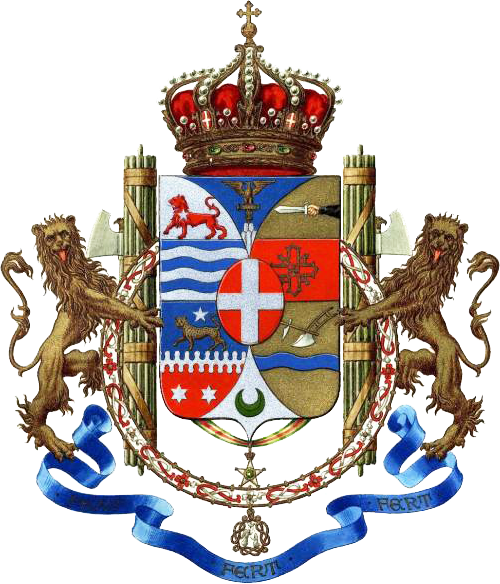
Versione ufficiale dello stemma dell'Africa Orientale Italiana.

Il regio decreto n. 2225 del 31 agosto 1939, che aveva per titolo determinazione della foggia dello Stemma Imperiale dell'Africa Orientale Italiana, all'articolo 1 recitava: